# Антишан де Фронтињ
Антишан де Фронтињ (фр. Antichan-de-Frontignes) насеље је и општина у јужној Француској у региону Миди Пирене, у департману Горња Гарона која припада префектури Сен Годан.
По подацима из 2011. године у општини је живело 87 становника, а густина насељености је износила 20,37 становника/km². Општина се простире на површини од 4,27 km². Налази се на средњој надморској висини од 600 метара (максималној 1655 m, а минималној 533 m).

## Демографија
| 1962. | 1968. | 1975. | 1982. | 1990. | 1999. | 2011. |
| ----- | ----- | ----- | ----- | ----- | ----- | ----- |
| 88    | 92    | 71    | 75    | 73    | 84    | 87    |

График промене броја становника у току последњих година